# Salu (Orissaare)
Salu – wieś w Estonii, w prowincji Sarema, w gminie Orissaare. 1 stycznia 2007 roku wieś zamieszkiwały 32 osoby.